# SAS Masters
O SAS Ladies Masters foi um torneio anual feminino de golfe criado em 2002. Fazia parte do calendário oficial do Ladies European Tour. Foi disputado na Noruega em julho ou agosto de cada ano.

## Campeãs
- 2009 Diana Luna[1]
- 2008 Gwladys Nocera
- 2007 Suzann Pettersen
- 2006 Laura Davies
- 2003–05 Não houve torneio
- 2002 Laura Davies